# 洛特体育之友
洛特体育之友赛跑运动俱乐部（德語：VfL Sportfreunde Lotte）是一家来自德国北莱茵-威斯特法伦州特克伦堡乡（属施泰因富特县）的市镇洛特的体育俱乐部，现时约有1400名会员分布于六个活跃部门。俱乐部最成功和最知名的部门是身处威斯特法伦足球联赛作赛的足球队。